# Мегуреле (Мехедінць)
Мегуреле (рум. Măgurele) — село у повіті Мехедінць в Румунії. Входить до складу комуни Пунгіна.
Село розташоване на відстані 250 км на захід від Бухареста, 46 км на південний схід від Дробета-Турну-Северина, 69 км на захід від Крайови.

## Населення
За даними перепису населення 2002 року у селі проживали 104 особи, усі — румуни. Усі жителі села рідною мовою назвали румунську.